# مارژوریه استیانو
مارژوریه استیانو (به پرتغالی: Marjorie Estiano) یک خواننده و هنرپیشهٔ زن اهل برزیل است.